# Nihal Sarin
Nihal Sarin (malajalam നിഹാൽ സരിൻ; ur. 13 lipca 2004 w Triśurze) – indyjski szachista. Arcymistrz od 2019 roku.

## Życiorys
Urodził się 13 lipca 2004 roku w Triśurze. Jego ojciec Sarin Abdulsalam jest dermatologiem, a matka Shijin Ammanam Veetil Ummar jest psychiatrą. Ma także siostrę Nehę. W 2013 zwyciężył w mistrzostwach świata w szachach błyskawicznych w kategorii do lat 10, a rok później – w mistrzostwach świata juniorów do lat 10 w szachach klasycznych. Zdobył także złote medale w szachach szybkich i błyskawicznych w mistrzostwach Azji do lat 10 w 2015 roku w Taszkencie. W 2017 roku uzyskał normę na mistrza międzynarodowego, a rok później został arcymistrzem. W 2020 roku wygrał w mistrzostwach świata juniorów do lat 18 rozgrywanych online. Na olimpiadzie szachowej w 2022 roku zdobył brązowy medal w drużynie i złoty indywidualnie. We wrześniu 2022 roku osiągnął najwyższy ranking szachowy, który wyniósł 2677 punktów.